# Johannes Götz
Pour les articles homonymes, voir Götz.
Johannes Gottfried Götz né le 4 octobre 1865 à Fürth (royaume de Bavière) et est mort le 11 septembre 1934 à Potsdam est un sculpteur allemand.
Il est notamment connu pour son Achille victorieux, présent à l'Achilleion.

## Biographie
Johannes Götz est le fils d'un menuisier de Fürth. Il fréquente l'école d'arts appliqués de Nuremberg et emménage à Berlin en 1884. Il devient alors l'élève du sculpteur Reinhold Begas à l'école de l'académie des beaux-arts. Il gagne le prix de Rome avec une Femme au puits et passe donc deux ans à Rome à partir de 1892. Il fait partie des sculpteurs qui sont prisés par l'empereur Guillaume II. Il sculpte en 1909 pour l’Achilleion un monumental Achille victorieux qui fait pendant à l’Achille mourant d'Ernst Herter et qui appartint à l'impératrice Élisabeth pour sa résidence d'été.
Johannes Götz est l'auteur du monument de l'allée de la Victoire à Berlin (aujourd'hui détruit) représentant Joachim-Nestor de Brandebourg, inauguré le 28 août 1900.
Il a été toute sa vie lié à sa ville natale de Fürth, à qui il a légué plusieurs œuvres. Il a sculpté plusieurs œuvres funéraires, dont celle de la tombe de ses parents représentant un Promeneur épuisé. Il termine sa vie à Potsdam, où il est enterré.

## Œuvres
- Quadrigas pour le Monument national de Guillaume Ier.

Œuvres de Johannes Götz
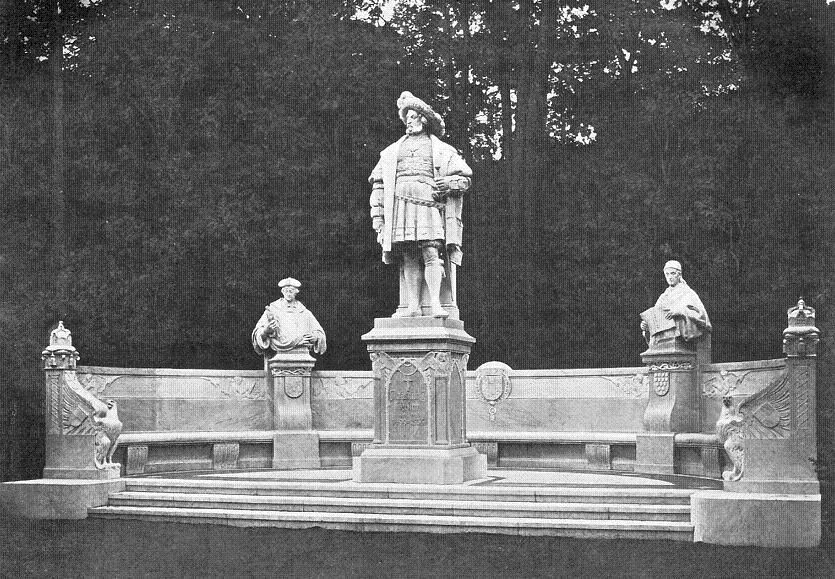
Monument à Joachim-Nestor de Brandebourg (1900), Berlin, allée de la Victoire (œuvre disparue).
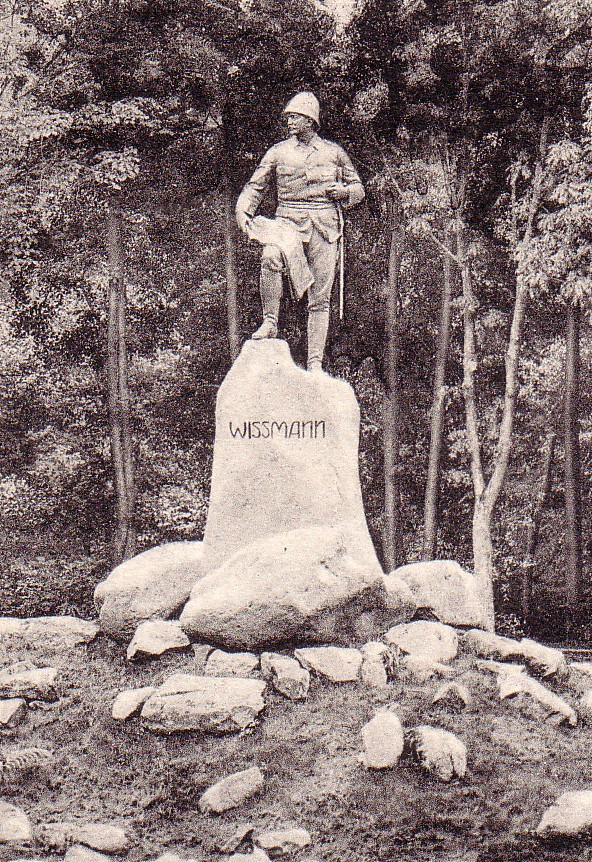
Monument à Hermann von Wissmann, Bad Lauterberg im Harz.